# Plumatella longigemmis
Plumatella longigemmis is een mosdiertjessoort uit de familie van de Plumatellidae. De wetenschappelijke naam van de soort is voor het eerst geldig gepubliceerd in 1915 door Annandale.